# Nörde
Nörde ist eine Ortschaft von Warburg im nordrhein-westfälischen Kreis Höxter. Sie ist am Rande des Eggegebirges sowie am Westrand der Warburger Börde in landschaftlich reizvoller Umgebung gelegen.

## Geschichte
Für den heutigen Ortsnamen Nörde gibt es folgende historische Bezeichnungen: Norde, Noerde, Noyrde.
In kirchlicher Hinsicht gehörte Nörde ursprünglich zur Pfarrei Ossendorf. 1430 gestattete der Fürstbischof Dietrich III. dem Kloster Hardehausen den Bau einer der hl. Maria gewidmeten Kapelle. Von 1769 ab wurde in Nörde regelmäßig Gottesdienst durch Geistliche aus Ossendorf gehalten, ab 1896 durch einen ständigen eigenen Geistlichen. 1930/32 wurde die Kirche von 1863 durch einen Neubau ersetzt. 
Politisch gehörte Nörde bis zu den Napoleonischen Kriegen zur Frei- und Gografschaft Warburg im Hochstift Paderborn. Von 1807 bis 1813 gehörte der Ort zum Kanton Warburg im Departement der Fulda des Königreichs Westphalen. 1816 kam Nörde zum neuen Kreis Warburg in der preußischen Provinz Westfalen, in dem die Gemeinde zum Amt Warburg gehörte, das seit 1932 Amt Warburg-Land hieß.
Am 1. Januar 1975 wurde Nörde durch § 31 Sauerland/Paderborn-Gesetz in die Stadt Warburg eingegliedert. Die Ortschaft besitzt 629 Einwohner.
Ein Schützenverein besteht in Nörde seit 1736, ein Musikverein seit 1919 und ein Sportverein seit 1921.

## Verkehr
Die nächsten Autobahnanschlussstellen sind Diemelstadt, Marsberg und Warburg an der A 44.
Nörde liegt an der 1853 eröffneten Bahnstrecke Hamm–Warburg, die in Nörde von der 1876 eröffneten Bahnstrecke Holzminden–Scherfede unterquert wurde. Am 2. Juni 1984 wurde letztere stillgelegt, in der Folgezeit auch der an der Hauptstrecke gelegene Bahnhof abgebrochen. Es handelte sich um einen Turmbahnhof.

## Söhne und Töchter des Ortes

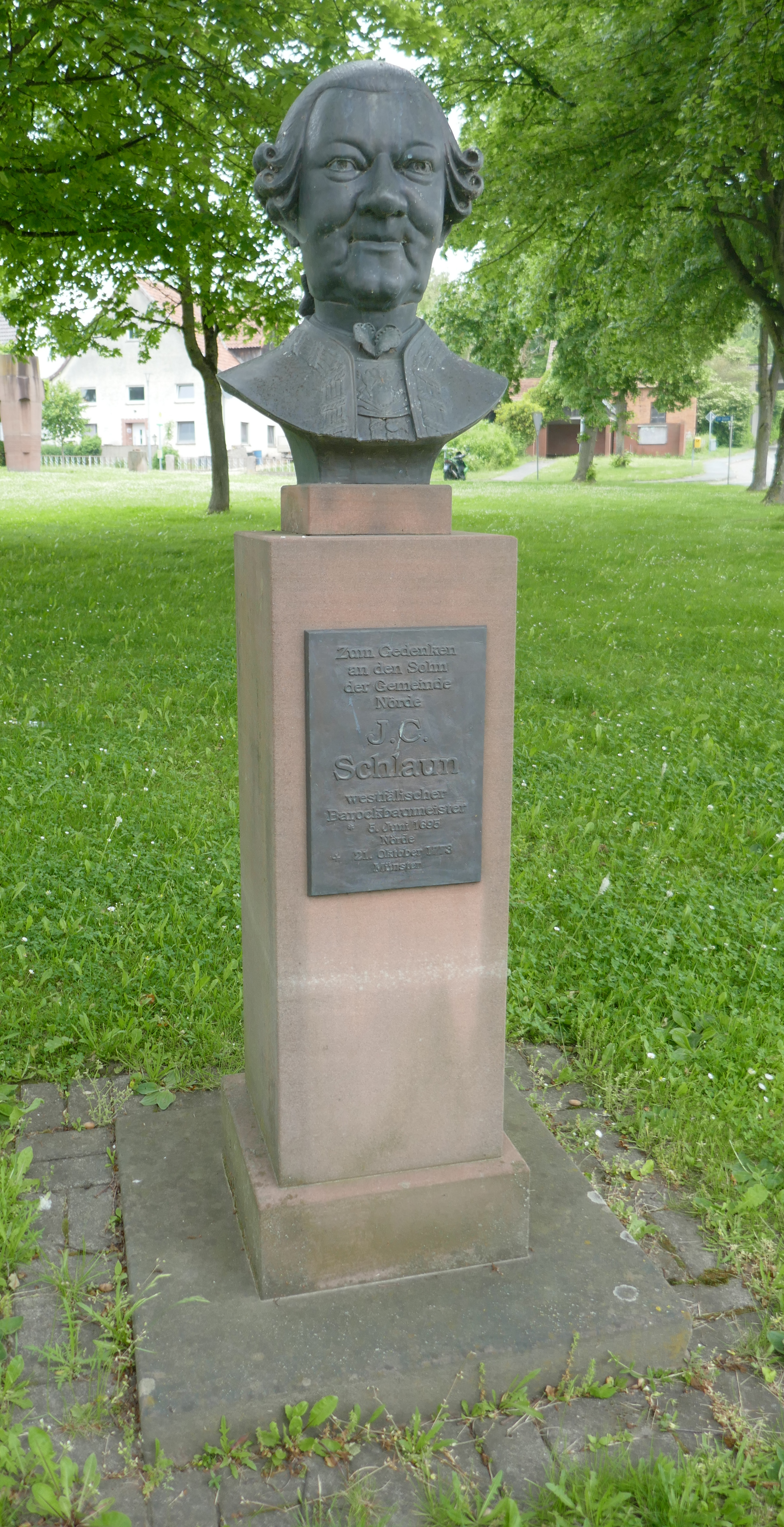
Schlaun-Denkmal in der Nähe des 1971 abgerissenen Geburtshauses

Der Barockbaumeister Johann Conrad Schlaun (1695–1773) wurde in Nörde geboren. Sein Geburtshaus wurde 1971 abgebrochen.